# 고진화
고진화(高鎭和, 1963년 2월 27일~2024년 10월 22일)는 대한민국의 정치인이다. 성균관대 총학생회장으로 1985년부터 1988년까지 투옥되었다. 종교는 개신교이며, 영등포구 갑의 제17대 국회의원을 지냈다. 본관은 제주이다.

## 학력
- 서울개봉국민학교 졸업
- 오류중학교 졸업
- 우신고등학교 졸업
- 성균관대학교 사회과학대학 사회학 학사
- 미국 존스 홉킨스 대학 국제정치대학원(SAIS) 국제정치학 석사
- 연세대학교 대학원 정치학 박사

## 경력
- 성균관대학교 총학생회장
- 민주연합 청년회 회장
- 우리밀살리기운동본부 발기인
- 통합민주당 기획조정실 전문위원
- 독일 나우만재단포럼 한국청년 대표
- 민주개혁정치모임 정년위 초대위원장
- 통합민주당 중앙위원
- 민주개혁정치모임 이사
- 민주개혁정치모임 운영위원
- 이부영 통합민주당 최고위원 보좌역
- 정치개혁시민연합 정치발전특별위원회 위원
- 통합민주당 서울특별시 지부 강서구 을 지구당위원장
- 한나라당 서울특별시 지부 영등포구 갑 지구당위원장
- 한나라당 부대변인
- 한나라당 정책위원회 문화관광 부위원장
- 한나라당 지역발전협의회 위원장
- 제17대 국회의원
- 한나라당 원내부대표
- 제17대 국회 국회운영위원회 위원
- 제17대 국회 정무위원회 위원
- 한나라당 서울특별시당 영등포구 갑 당원협의회 위원장
- 제17대 대통령 선거 한나라당 대통령 경선 후보(사퇴)
- 국회의원 연구단체 한민족평화네트워크 공동대표

## 역대 선거 결과
|  | 14.31% |

|  | 40.82% |

|  | 36.96% |

## 소속 정당
| 소속 정당 | 소속 정당  | 소속 기간 | 비고                |
| --------- | ---------- | --------- | ------------------- |
|           | 통합민주당 | 1996      | 정계 입문           |
|           | 민주당     | 1996~1997 | 당명 변경           |
|           | 한나라당   | 1997~2008 | 합당                |
|           | 무소속     | 2008~2012 | 제명                |
|           | 새누리당   | 2012      | 복당                |
|           | 무소속     | 2012~현재 | 탈당 정계 은퇴 사망 |

## 같이 보기
- 영등포구 갑
- 서울 영등포구의 국회의원

## 가족 관계
- 형제: 고진학, 고진호
- 남매: 고진숙, 고진영, 고진란, 고진선